# 城西短期大学
城西短期大学（じょうさいたんきだいがく、英語: Josai Junior College）は、埼玉県坂戸市けやき台1-1に本部を置く日本の私立大学。1983年創立、1983年大学設置。大学の略称は城西短大。

## 概観

### 大学全体
- 埼玉県坂戸市に所在する日本の私立短期大学で、設置主体は学校法人城西大学[1]。
- 1983年に開学し、当初は2学科4専攻体制、入学総定員200名[2]。1986年度より期間限定の臨時増員お行われる。2001年度より学科再編され、現在は1学科体制となった。埼玉県坂戸市が本部であるが、東京都千代田区紀尾井町にもキャンパスがある。愛称は「城西ベースカレッジ」である。
- 2024年度の入学生を最後に[注釈 1]、短期大学としての使命を終えることが決まった。

### 建学の精神（校訓・理念・学是）
- 城西短期大学の教育理念は「社会人としての教養と見識を備えた人間性を育てること、社会に出てすぐ役立つ実務の知識を教え、すぐれた能力を開発すること云々」となっている この理念が成立した当初は、女子短大だったので「女性」という言葉が含まれていた。

### 教育および研究
- ビジネス系の学科が設置されており、TOEICをはじめ就職に有利な資格取得支援が行なわれている。社会人に対する学習支援にも力を入れている。

### 学風および特色
- 城西短期大学は、当初から城西大学に付設された短大として設置されている関係上、両者との交流が盛んである。そのため、系列の城西大学や城西国際大学への編入学者が目立っている。

## 沿革
- 1983年
  - 1月17日 左記を以て文部省[注 4]より短期大学の設置が認可される[注 5]。
  - 4月1日 城西大学女子短期大学部（じょうさいだいがくじょしたんきだいがくぶ 英称:Josai University Women's Junior College）として以下の学科体制にて開学[注 6]。
  - 経営学科
    - 経営実務専攻 入学定員50名
    - 秘書専攻 入学定員50名

  - 文学科
    - 日本文学専攻 入学定員50名
    - 英米文学専攻 入学定員50名

  - 5月1日 学生数[8]/定員[9]
    - 経営学科 136[注釈 2]/100
    - 文学科 135[注釈 2]/100
- 1986年
  - 4月1日 期間を付した入学定員の増加が以下の内容で行われる[注 7]。
    - 文学科
      - 日本文学専攻 50→100[注釈 3]
      - 英米文学専攻 50→100[注釈 3]

    - 経営学科
      - 経営実務専攻 50→100[注釈 3]
      - 秘書専攻 50→100[注釈 3]

  - 5月1日 学生数[15]/定員
    - 経営学科 481[注釈 2]/300
    - 文学科 468[注釈 2]/300
- 1987年
  - 4月1日 専攻科に以下の専攻課程を設置[注 8]。
    - 日本文学専攻 入学定員15名
    - 英米文学専攻 入学定員15名
- 1989年
  - 4月1日 専攻科に以下の専攻課程を置く[注 9]。
    - 経営情報専攻 入学定員15名
    - 秘書専攻 入学定員15名
- 1992年
  - 5月1日 学生数[注 10]/定員
    - 経営学科 566[注釈 2]/400
    - 文学科 570[注釈 2]/400
- 1993年
  - 4月1日 専攻科が大学評価・学位授与機構に認定される[注 11]。
- 1999年
  - 5月1日 学生数[22]/定員
    - 経営学科 449[注釈 2]/400
    - 文学科 374[注釈 2]/400
- 2000年
  - 4月1日 学科及び専攻の 入学定員を以下の通り減員する[23]。
    - 文学科
      - 日本文学専攻 100→90
      - 英米文学専攻 100→90

    - 経営学科
      - 経営実務専攻 100→90
      - 秘書専攻 100→90
- 2001年
  - 4月1日 この年度の入学生より学科を以下の通り改組する[24]。
    - 経営学科→経営情報実務学科
    - 文学科→現代文化学科
- 2002年
  - 7月30日 旧来の経営学科、文学科の廃止が正式に認可される[25]。
- 2005年
  - 4月1日 城西短期大学と改称[注 12]。男女共学とする。
- 2006年
  - 4月1日 この年度の入学生より経営学科と現代文化学科を統合してビジネス総合学科とする[28]。
- 2011年5月2日以降 経営学科と現代文化学科が正式に廃止となる[注 13]
- 2024年
  - 4月1日 この年度で学生募集を最後とする[注釈 1]。

## 基礎データ

### 所在地
- 坂戸キャンパス（埼玉県坂戸市けやき台1-1）
- 紀尾井町キャンパス（東京都千代田区紀尾井町3-26）

### 象徴
- 城西短期大学のカレッジマークは城西大学と同じものとなっている。

## 教育および研究

### 組織

#### 学科
- ビジネス総合学科

##### 前学科
- 現代文化学科 入学定員100名[注釈 4]
- 経営情報実務学科 入学定員100名[注釈 4]

##### 前々学科
- 文学科
  - 日本文学専攻 入学定員90名[注釈 5]
  - 英米文学専攻 入学定員90名[注釈 5]
- 経営学科
  - 経営実務専攻 入学定員90名[注釈 5]
  - 秘書専攻 入学定員90名[注釈 5]

#### 専攻科
- 日本文学専攻[注釈 6]
- 英米文学専攻[注釈 6]
- 経営実務専攻[注釈 6]
- 秘書専攻[注釈 6]

#### 別科
- なし

##### 取得資格について
- かつて中学校教諭二種免許状の教職課程が設置されていた。
  - 国語 旧・文学科日本文学専攻[注 14]
  - 英語 旧・文学科英米文学専攻[注 15]

#### 附属機関
- 水田記念図書館
- 情報科学研究センター
- 清光会館
- 水田美術館

## 学生生活

### 部活動・クラブ活動・サークル活動
- 城西短期大学のクラブ活動は、城西大学との合同で駅伝・チアリーダー・フォークスウィンギングなど様々な団体組織がある。

### 学園祭
- 城西短期大学の学園祭は「高麗祭」と呼ばれ、城西大学と合同で行われているのが特徴である。

## 同窓会組織
- 城西短期大学同窓会組織があり、これには旧来の城西大学女子短期大学部も含まれている。

## 大学関係者一覧

### 出身者

#### 芸能
- 水森かおり - 演歌歌手
- 櫻井夏美　-　女優・モデル

#### アナウンサー
- 須藤ゆみ - フリーアナウンサー
- 入江美帆 - フリーアナウンサー

#### スポーツ
- 北島良子 - 女子陸上競技（長距離走・マラソン）選手、トレイルランナー

## 施設

### キャンパス

#### 坂戸キャンパス
- 使用学科：ビジネス総合学科
- 使用専攻科：なし
- 使用附属施設：水田記念図書館・情報科学研究センター・清光会館・水田美術館
- 交通アクセス：東武越生線川角駅下車。
- 設備：短大独自のキャンパスが学内にある。その他は、大学と共同となっている。

#### 紀尾井町キャンパス
- 使用学科：ビジネス総合学科
- 使用専攻科：なし
- 使用附属施設：
- 交通アクセス：東京地下鉄有楽町線麹町駅下車。
- 設備：

## 対外関係

### 他大学との協定

#### アメリカ
- カリフォルニア大学

#### スペイン
- バルセロナ自治大学

#### カナダ
- カモーソン・カレッジ

#### 中国
- 首都師範大学

#### 韓国
- 東西大学

### 系列校
- 城西大学
- 城西国際大学
- 学校法人城西学園
  - 城西大学附属城西中学校・高等学校
- 学校法人城西川越学園
  - 城西川越中学校・城西大学付属川越高等学校

## 社会との関わり
- エクステンション・プログラムが行われている。

## 卒業後の進路について

### 編入学・進学実績
- 全学科を含めて、城西大学・城西国際大学のほか中央大学への編入学実績もある[36]。